# Maurício Nogueira Lima
Maurício Nogueira Lima (Recife, 18 de Abril de 1930 – Campinas, 1 de Abril de 1999) foi um arquiteto, artista plástico, desenhista, designer e professor brasileiro. Iniciou seus trabalhos na pintura figurativa e ao longo de sua vida passou pela Pop Art, pelo Construtivismo, pelo Concretismo e por fim se dedicou ao Geometrismo.

## Biografia

### Anos Iniciais
Nascido em Recife, Maurício Nogueira Lima mudou-se com a família aos dois anos de idade para São Paulo. Entre 1947 e 1950 a família se mudou para Porto Alegre e ali, paralelo aos estudos do Ensino Médio, Nogueira Lima estudou Artes Plásticas no Instituto de Belas Artes (que mais tarde viria a integrar a Universidade Federal do Rio Grande do Sul - UFRSG). Novamente em São Paulo, em 1951, concluiu o Ensino Médio e se inscreveu no recém-inaugurado Instituto de Arte Contemporânea do Museu de Arte de São Paulo Assis Chateubriand (MASP). Nesse mesmo ano, Maurício Nogueira Lima, então aos 21 anos de idade, venceu o concurso para o Cartaz do I Salão Paulista de Arte Moderna. Segundo o artista, foi a partir de então que o seu trabalho como programador gráfico começou a ser reconhecido e valorizado.

### Grupo Ruptura
Após a 1ª Bienal Internacional de Arte de São Paulo (1951), Nogueira Lima e Waldemar Cordeiro foram os primeiros artistas a absorverem a arte concretista. Em 1953, a convite de Waldemar, passou a integrar o Grupo Ruptura, o qual reunia artistas abstratos geométricos em São Paulo. No mesmo ano, ingressou no curso de arquitetura da Faculdade de Arquitetura e Urbanismo da Universidade Presbiteriana Mackenzie, em São Paulo, concluindo em 1957. Além disso, matriculou-se no curso de Propaganda da Escola Superior de Propaganda, no MASP.
Durante esse período, Maurício Nogueira Lima desenvolveu uma sólida carreira como artista concreto, expondo pinturas geométricas na III, IV e VI Bienal do Museu de Arte Moderna de São Paulo. Essa produção lhe permitiu apresentar obras na mostra Konkrete Kunst (Arte Concreta) realizada em Zurique, em 1960, a convite de Max Bill.

### Pós-Golpe Militar
Com o Golpe Militar de 1964, Maurício Nogueira Lima voltou-se para a figuração, afastando-se temporariamente do concretismo e aproximando-se da pop-art.  Nesse ano ministrou Projeto e Composição no curso de Arquitetura da Universidade Presbiteriana Mackenzie. Em 1967 foi contratado como professor titular de Composição e Iniciação às artes industriais da Faculdade de Artes e Comunicações da FAAP, atuando também como diretor do curso de Formação de Professores de Desenho. 
Também em 1967 colaborou com a organização da mostra Nova objetividade brasileira, realizada no Museu de Arte Moderna do Rio de Janeiro, assinando o Manifesto “Declaração de princípios básicos da Nova Vanguarda”.

### Retorno ao abstracionismo

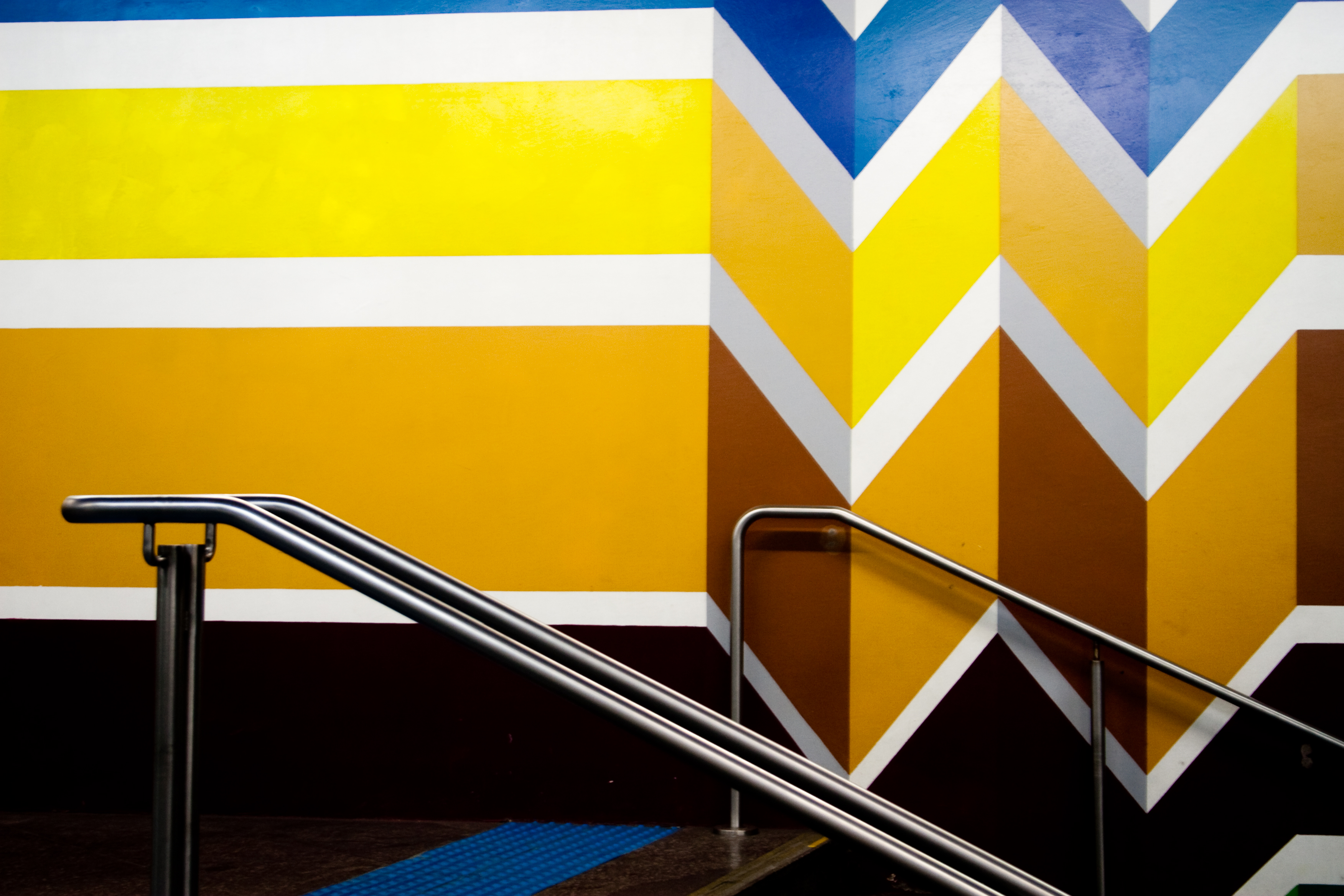
Mural. Estação do Metrô São Bento. São Paulo, 1981.

Em 1973 retomou a abstração geométrica, com maior liberdade formal. Com a ilusão de volumes e vibrações cromáticas, realizou uma série de intervenções urbanas em São Paulo, como as pinturas na Praça Roosevelt e no Elevado Presidente João Goulart, o Minhocão. Além disso, projetou, na década de 80 em São Paulo, os painéis para as estações Santana e São Bento do metrô de São Paulo.
De acordo com Gabriel San Martin, com "a dispersão do Grupo Ruptura e a morte de Waldemar Cordeiro, o comedimento formal rigoroso a que o seu trabalho parecia emplacado fica mais despojado. O manuseio da cor atinge determinada maturidade e passa, de fato, a fomentar as particularidades de seus esquemas. Como que rompida a lógica concreta que mediara a sua produção como um censor a determinados ordenamentos formais, Maurício adota uma disposição colorista até então enrustida às suas configurações de cinquenta. O ritmo visual dos trabalhos passa a surtir efeito segundo o movimento da cor".
Ainda nas intervenções urbanas, realizou trabalhos pioneiros de intervenção cromática com projeção noturna nos Arcos da Lapa, no Rio de Janeiro e no Estádio do Pacaembu, em São Paulo.
Em 1974 começou a lecionar na Faculdade de Arquitetura e Urbanismo da Universidade de São Paulo (FAU/USP), onde permaneceu até a sua morte. Ali também realizou mestrado e doutorado.
Em paralelo à produção de artes plásticas, Maurício Nogueira Lima criou cartazes, logotipos e projetos arquitetônicos para empresas e eventos, como a FENIT (Feira Internacional da Indústria Têxtil, 1958) e UD (Feira de Utilidades Domésticas, 1959).

## Ligações Externas
- Maurício Nogueira Lima (site oficial)
- Biografia de Maurício Nogueira Lima por Museu de Arte Contemporânea  da USP